# Суфян Стивънс
Суфян Стивънс (на английски: Sufjan Stevens) е американски автор и изпълнител на песни в стила инди фолк (независима бардовска музика с фолклорни елементи). Роден е в Детройт, отраснал е в Петоски, живее в Манхатън (Ню Йорк). След успеха на своите първи два соло албума, Стивънс обявява намерението си да направи по един албум, посветен на всеки от 50-те американски щата и започва с „Мичигън“ (2003) и „Илинойс“ (2005).

## Дискография
- A Sun Came (2000)
- Enjoy Your Rabbit (2001)
- Michigan (2003)
- Seven Swans (2004)
- Illinois (2005)
- The Avalanche (2006)
- Songs for Christmas (2006)

1. ↑  pitchfork.com //   Посетен на 10 март 2023 г.
2. ↑  thequietus.com //   Посетен на 10 март 2023 г.
3. 1 2  www.nytimes.com //   12 септември 2004 г. Посетен на 10 март 2023 г.
4. ↑  www.avclub.com //   Посетен на 10 март 2023 г.
5. 1 2  no2005018275